# Claire Guo
Claire Guo (cinese tradizionale: 郭靜; Hong Kong, 5 agosto 1980) è una cantante taiwanese.
Sebbene sia nata ad Hong Kong, è cresciuta a Taiwan.

## Discografia

### Album
| Data di pubblicazione | Album                                     |
| --------------------- | ----------------------------------------- |
| 09-06-2007            | I Don't Want to Forget You (我不想忘記你) |
| 09-05-2008            | The Next Dawn (下一個天亮)                |
| 22-05-2009            | Singing in the Tree (在樹上唱歌)          |

### Singoli
1. 3 People (仨人） (con Angela Zhang e Christine Fan)
2. The Start of a Smile (微笑的起點) (con Angela Zhang e Christine Fan)